# Dungeness (udde)
Dungeness är en udde i Storbritannien.   Den ligger i grevskapet Kent och riksdelen England, i den sydöstra delen av landet, 100 km sydost om huvudstaden London.
Terrängen inåt land är mycket platt. Havet är nära Dungeness åt sydost.  Närmaste större samhälle är Hythe, 18,9 km nordost om Dungeness.